# C'est parti
Pour plus de détails, voir Fiche technique et Distribution.
C'est parti est un  documentaire français de Camille de Casabianca sorti le 10 février 2010 sur le lancement du Nouveau Parti anticapitaliste. Tout à la fois document et vision personnelle, tourné pendant une année, sans commentaire et sans interviews, on y voit notamment Olivier Besancenot, Abdel Zahiri, Alain Krivine, Daniel Bensaïd, François Sabado et Pierre-François Grond.
Ce film a obtenu le Prix du meilleur film sur l'argent, thématique du 39ème festival méditerranéen Arte Mare, qui s'est tenu à Bastia en octobre 2021. Il a été décerné par un jury composé d'économistes et de journalistes présidé par Christophe Bourseiller.

## Synopsis
Olivier Besancenot et ses amis ont décidé de créer un nouveau parti, large et ouvert, qui doit  naître dans un an. Comment va-t-il fonctionner, comment va-t-il se nommer? Le film suit ces débuts, pleins d'espoir et pleins d'embûches...

## Fiche technique
- Titre : C'est parti
- Réalisation : Camille de Casabianca
- Montage : Emmanuel Cabanes
- Production : Denis Freyd
- Société de production : Archipel 33 et TV Tours
- Pays :  France
- Genre : documentaire
- Durée : 92 minutes
- Dates de sortie : 
  -  France : 10 février 2010